# 艾伦·达夫蒂
艾伦·达夫蒂（英語：Alan Dufty，1947年—），澳大利亚男子田径运动员。他曾代表澳大利亚参加1984年、1988年和1992年夏季残疾人奥林匹克运动会田径比赛，获得二枚金牌、五枚银牌和五枚铜牌。